# 나성린
나성린(羅城麟, 1953년 3월 27일 부산 ~ )은 대한민국의 정치인이자 경제학자이다. 제18·19대 한나라당·새누리당 국회의원을 역임하였다.

## 생애
서울대학교 경제학과를 졸업하고 옥스퍼드 대학교 대학원에서 경제학 박사학위를 받았으며, 한양대학교 경제금융학부 교수를 지냈다. 한나라당 후보로 2008년 총선에 비례대표 12번으로 공천을 받아 당선된 후 제19대 국회의원 선거에서 지역구인 부산 부산진구갑 후보로 새누리당 후보로 출마해 당시 16,17대 국회의원을 역임한 민주당 최고위원 출신인 김영춘 후보와 무소속 정근 후보를 제치고 재선에 당선되었다.

## 학력
- 1953년 3월 27일 부산 출생
- 당감초등학교, 부산진초등학교 졸업
- 부산중학교 졸업
- 부산고등학교 졸업
- 서울대학교 경제학과 학사
- 에식스대학교 대학원 경제학 석사
- 옥스퍼드대학교 대학원 경제학 박사

## 경력
- 한국공공경제학회 회장
- 국제재정학회 조직위원장
- 동아일보 객원논설위원
- 한반도선진화재단 부이사장
- 2006년 9월 ~ 2008년 12월 : 한반도선진화재단 이사
- 안민정책포럼 회장
- 기독교방송 객원해설위원
- 한양대학교 경제금융학부 교수 역임
- 2021년 3월 ~ 2023년 3월 대한민국헌정회 정책연구위원회 부의장
- 2021년 9월 ~ 2021년 11월 : 국민의힘 윤석열 제20대 대통령 선거 예비후보 조직본부 특보단 상임경제특보
- 2021년 12월 ~ 2022년 1월: 국민의힘 살리는 선거대책위원회 총괄특보단 상임경제특보
- 2022년 1월 ~ 2022년 3월: 국민의힘 제20대 대통령 선거 윤석열 대통령 후보 직속 총괄특보단 상임경제특보
- 대한민국헌정회 부산지회장

## 의정활동
- 2008년 5월 ~ 2012년 2월: 한나라당 18대 비례대표 국회의원
- 2008년 8월 ~ 2012년 6월: 제18대 국회 기획재정위원회 위원
- 2011년 12월 ~ 2012년 2월: 한나라당 정책위원회 부의장
- 2012년 2월 ~ 2012년 5월: 새누리당 18대 비례대표 국회의원
- 2012년 2월: 새누리당 정책위원회 부의장
- 2012년 5월 ~ 2016년 5월: 제19대 새누리당 국회의원(부산광역시 부산진구 갑 부전1동, 범전동, 연지동, 초읍동, 양정1~2동, 부암1, 3동, 당감1~4동)
- 2012년 7월 ~ 2014년 5월: 제19대 전반기 국회 기획재정위원회 새누리당 간사
- 2013년 6월: 새누리당 제3정책조정위원회 위원장
- 2014년 6월: 새누리당 민생경제종합상황실 실장
- 2014년 5월 ~ 2015년 2월: 새누리당 정책위원회 수석부의장
- 2014년 6월: 제19대 국회 후반기 기획재정위원회 위원
- 2015년 2월: 새누리당 정책자문위원회 위원장
- 2015년 6월 ~ 2016년 5월: 제19대 국회 예산결산특별위원회 위원
- 2015년 8월: 새누리당 정책위원회 민생119본부 본부장
- 2016년 9월: 새누리당 국책자문위원회 위원장

## 논란

### 공직선거법 위반 논란
20대 총선 새누리당 경선과 관련하여 정근 예비후보에게 공직선거법 위반으로 고발당하여 논란이 되고있다. 경선 여론조사 결과를 밝히지 않겠다는 당의 경선규정을 어기고 유권자들에게 여론조사 결과를 밝히고 자신을 지지해달라는 문자를 발송했다는 혐의이다. 이에 나성린 의원측은 가까운 지인 몇명에게만 보낸것이라고 해명하였다.

### 바른정당 참여 논란
20대 총선 낙선 후 부산진구갑 당협위원장을 계속 맡던 도중 바른정당(개혁보수신당) 창당 발기인으로 이름을 올렸다는 보도가 있다. 실제 바른정당에 입당은 하지 않고 계속 당협위원장을 맡고 있는 상태다. 이 의혹이 사실이라면 당규간주한다에 의거 새누리당 당적을 잃게된다. 자유한국당은 사실 여부를 조사중이다.

## 역대 선거 결과
|  | 37.48% |

|  | 39.52% |

|  | 46.49% |

## 소속 정당
| 소속 정당 | 소속 정당  | 소속 기간 | 비고      |
| --------- | ---------- | --------- | --------- |
|           | 한나라당   | 2008~2012 | 정계 입문 |
|           | 새누리당   | 2012~2017 | 당명 변경 |
|           | 자유한국당 | 2017~2020 | 당명 변경 |
|           | 미래통합당 | 2020      | 합당      |
|           | 국민의힘   | 2020~현재 | 당명 변경 |

## 같이 보기
- 대한민국 제18대 국회의원 선거 한나라당 후보 목록#비례대표
- 부산진구 갑
- 부산 부산진구의 국회의원

## 가족 관계
- 아버지: 나기홍 ( ~ 2022년 5월 23일)
- 형제동생: 나미일, 나혜영, 나영지